# Jan Ludvík Cobenzl
Jan Ludvík Josef Filip Cézar hrabě Cobenzl, zkráceně též Ludwig Cobenzl (německy Johann Ludwig Joseph Philipp Cäsar Reichsgraf von Cobenzl; 21. listopadu 1753 Brusel – 22. února 1809 Vídeň) byl rakouský státník a diplomat. Od raného mládí se uplatňoval v diplomacii a byl vyslancem v Dánsku a Prusku. Dvacet let zastával funkci rakouského velvyslance v Rusku, během válek s Francií na přelomu 18. a 19. století byl jako jeden z nejlepších rakouských diplomatů několikrát pověřen k osobnímu jednání s Napoleonem Bonapartem. V letech 1801–1805 byl rakouským státním kancléřem a ministrem zahraničí. Na funkce rezignoval po bitvě u Slavkova (1805) a od té doby žil v soukromí. Byl rytířem Řádu zlatého rouna (1798), příležitostně pobýval na zámku v Napajedlích, který byl majetkem jeho manželky. Ve funkci rakouského státního kancléře byl v letech 1792–1793 předchůdcem jeho bratranec Jan Filip Cobenzl (1741–1810).

## Začátek kariéry

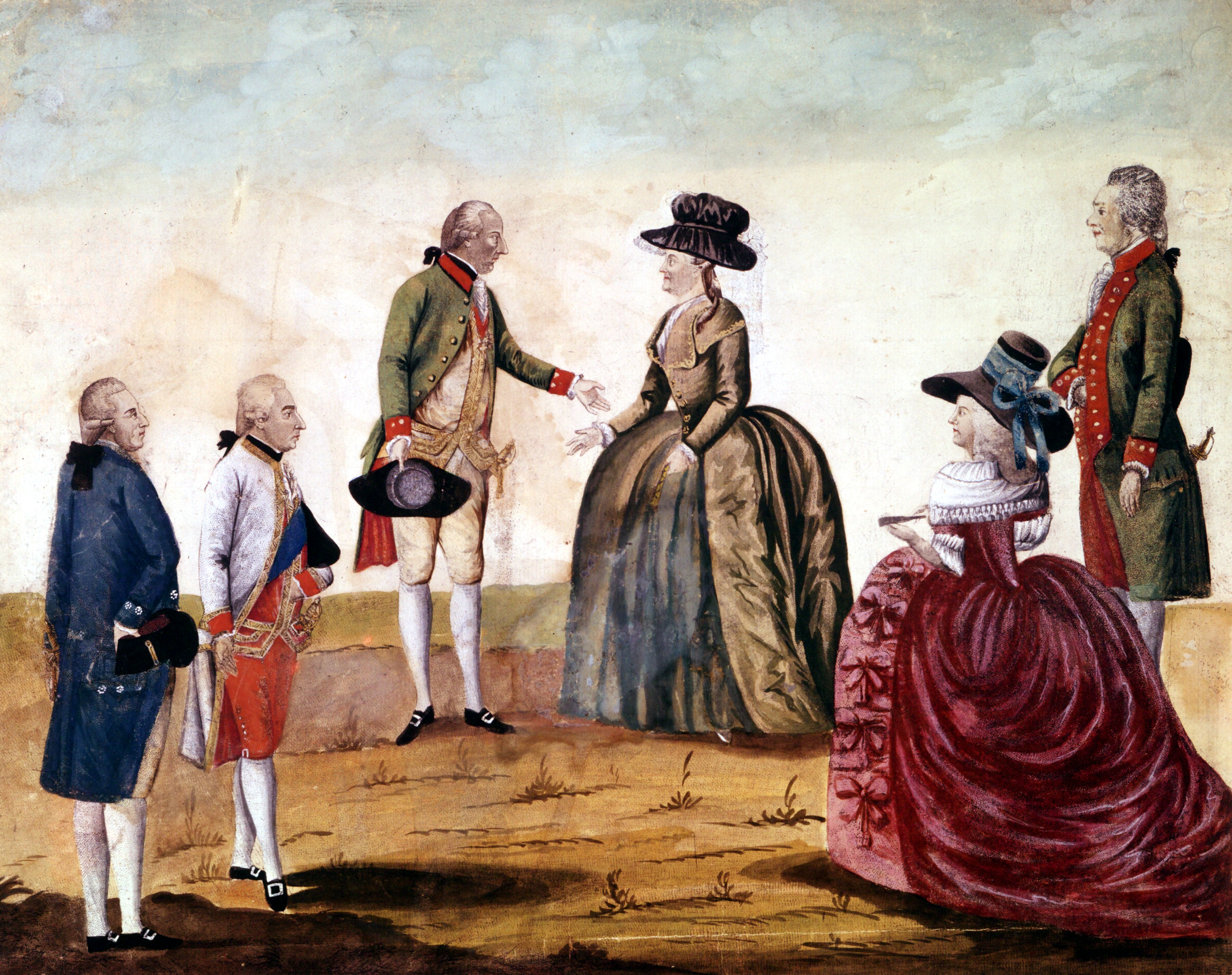
Setkání ruské carevny Kateřiny Veliké s císařem Josefem II. na Dněpru. Zcela vlevo Ludwig Cobenzl, zcela vpravo carevnin favorit kníže Potěmkin

Pocházel ze starého šlechtického rodu Cobenzlů původem z Korutanska, byl synem Jana Karla Cobenzla (1712–1770), dlouholetého zplnomocněného ministra v Bruselu, po matce byl potomkem uherského rodu Pálffyů. Svou kariéru zahájil v roce 1772 v Haliči u rodinného přítele hraběte Pergena, poté prošel diplomatickou průpravou pod vedením kancléře Kounice. Již v jednadvaceti letech se stal vyslancem v Dánsku (1775–1777). Od září 1777 byl vyslancem v Berlíně, kde se pokoušel zabránit konfliktu o dědictví bavorské a jednal s mladším bratrem pruského krále Fridricha II. princem Jindřichem. Po neúspěchu svých aktivit odstoupil. V roce 1779 byl jmenován velvyslancem v Petrohradě, kde strávil s přestávkami dvacet let. V Rusku získal poměrně značný vliv na carevnu Kateřinu II. a podařilo se mu eliminovat vliv Pruska. V roce 1780 doprovázel Kateřinu II. do Mogileva k setkání s císařem Josefem II., v roce 1787 byl v carevnině doprovodu při její cestě po Krymu. Nástupci Josefa II. již tolik nelpěli na dobrých vztazích s Ruskem, v roce 1795 se nicméně Cobenzlovi podařilo dosáhnout třetího dělení Polska, z nějž Rakousko na rozdíl od dvou předchozích ujednání mělo značné územní zisky (Halič).

## Diplomat napoleonských válek

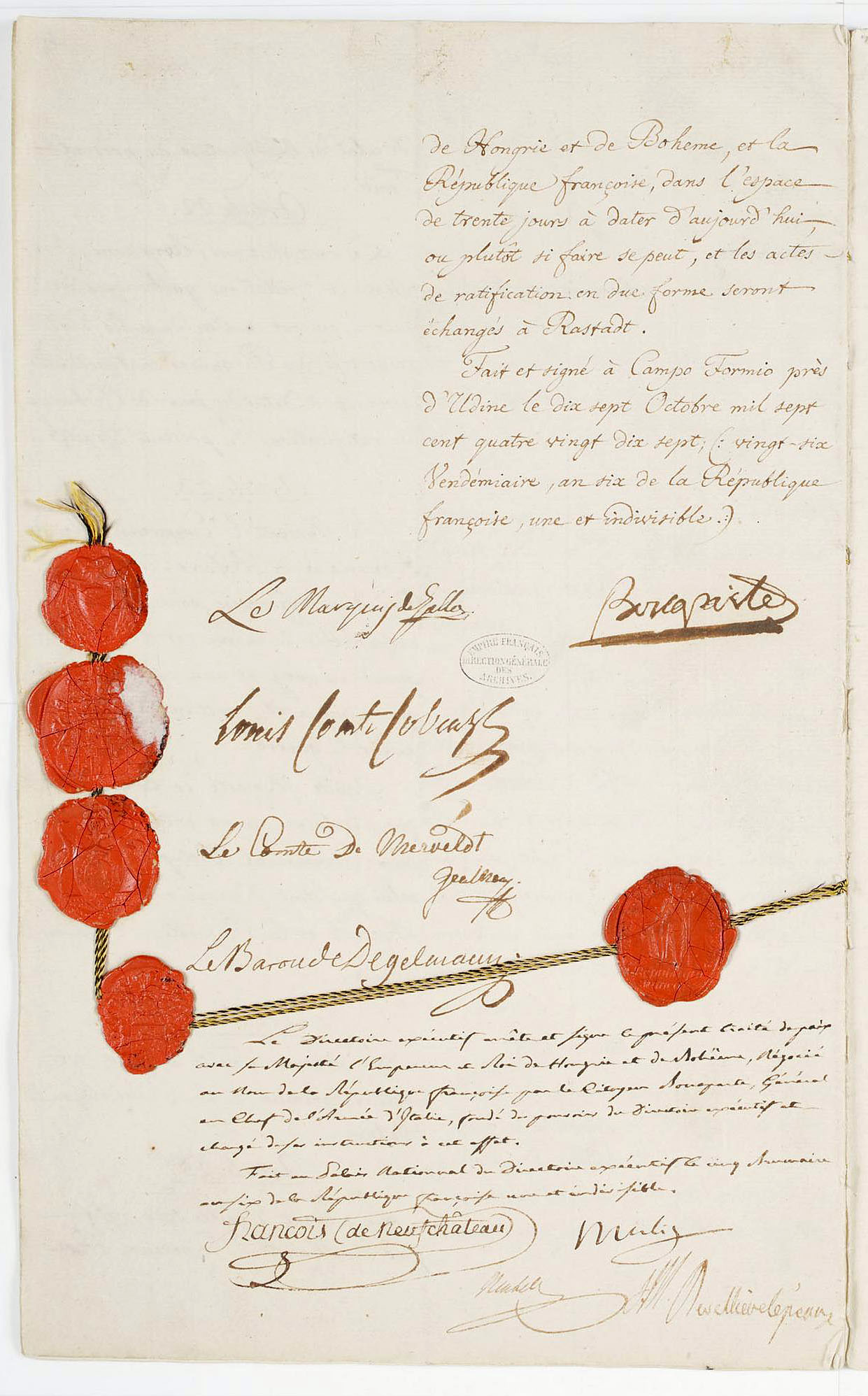
Mírová smlouva z Campo Formia (1797), Cobenzlův podpis vlevo na druhém řádku (Louis comte Cobenzl)

Jako jeden z nejlepších rakouských diplomatů byl na podzim 1797 Cobenzl vyslán na jednání o míru v Campo Formiu, který ukončil jednu sérii válek s revoluční Francií. Cobenzl několikrát jednal s Napoleonem Bonapartem, ale nedokázal zvrátit nepříznivé důsledky pro habsburskou monarchii. Přes dílčí územní zisky muselo Rakousko rezignovat na svůj dosavadní vliv v Itálii. Po míru v Campo Formiu byl rakouským delegátem na navazujícím mírovém kongresu v Rastattu (1797–1799). Pak se vrátil do Petrohradu, kde však za vlády cara Pavla I. neměl již takový vliv jako za Kateřiny II. Pavel I. po dlouhém vyjednávání přistoupil na zapojení ruských vojsk do další války v Itálii. Když se ale Rusko po státním převratu ve Francii sblížilo s novým režimem prvního konzula Bonaparta, musel být Cobenzl na přímý popud Pavla I. odvolán (1800). Po návratu do Vídně byl jmenován státním a konferenčním ministrem a v roce 1801 byl zplnomocněncem na mírových jednáních v Lunéville. Zde se opět setkal s Napoleonem, ale stejně jako předtím v Campo Formiu se mu s ohledem na výsledek války nepodařilo vyjednat pro Rakousko uspokojivé podmínky. V letech 1801–1805 byl rakouským státním kancléřem a ministrem zahraničí. I když byl dlouholetým osvědčeným diplomatem, na řízení celé habsburské monarchie jeho schopnosti již nestačily. Vyznával navíc konzervativní postoje, které nestačily reflektovat rychle se měnící poměry v Evropě během napoleonských válek. Jako ministr zahraničí měl značný podíl na počátku úspěšné kariéry knížete Metternicha, který byl později dlouholetým státním kancléřem.

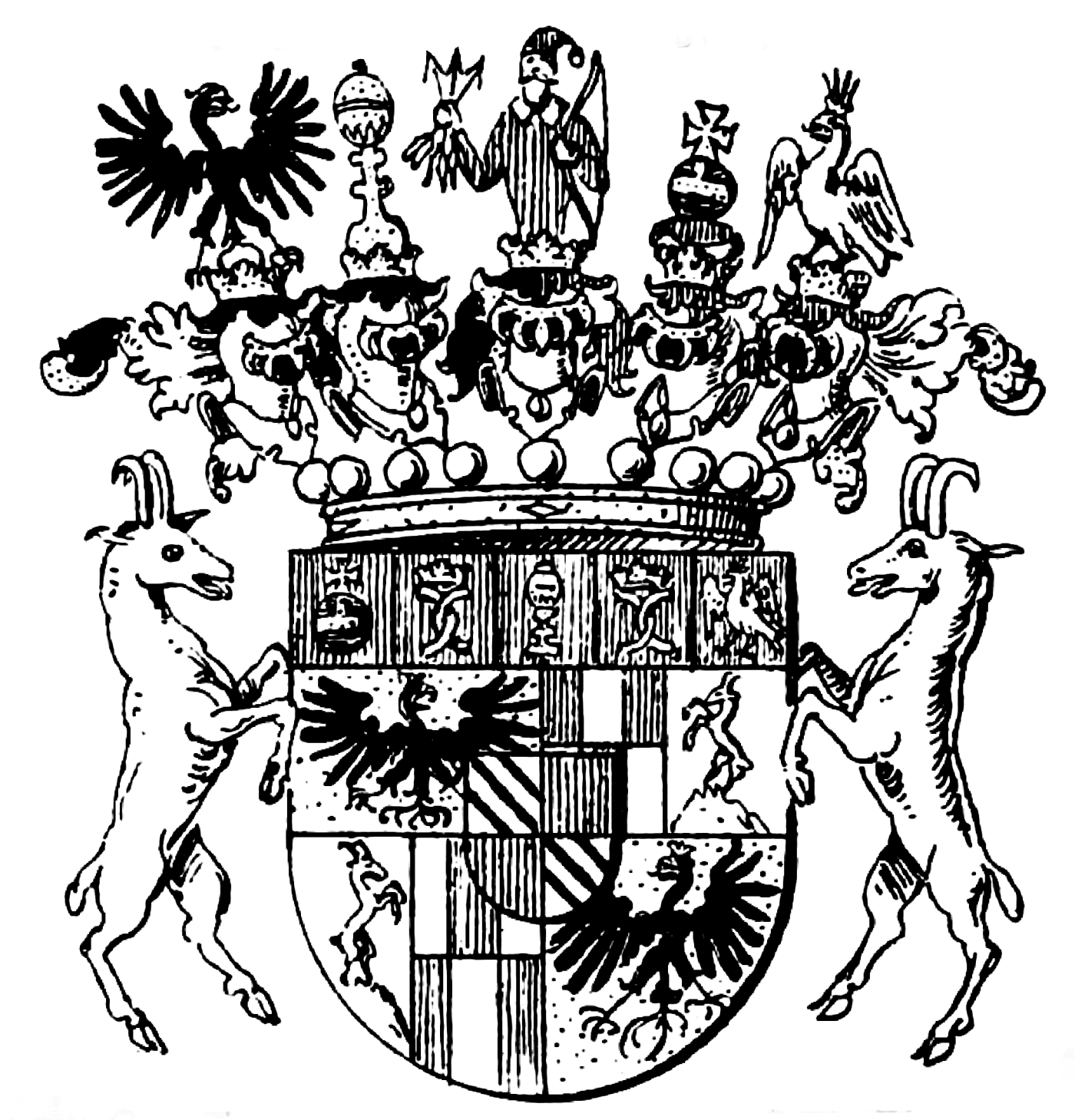
Erb rodu Cobenzlů

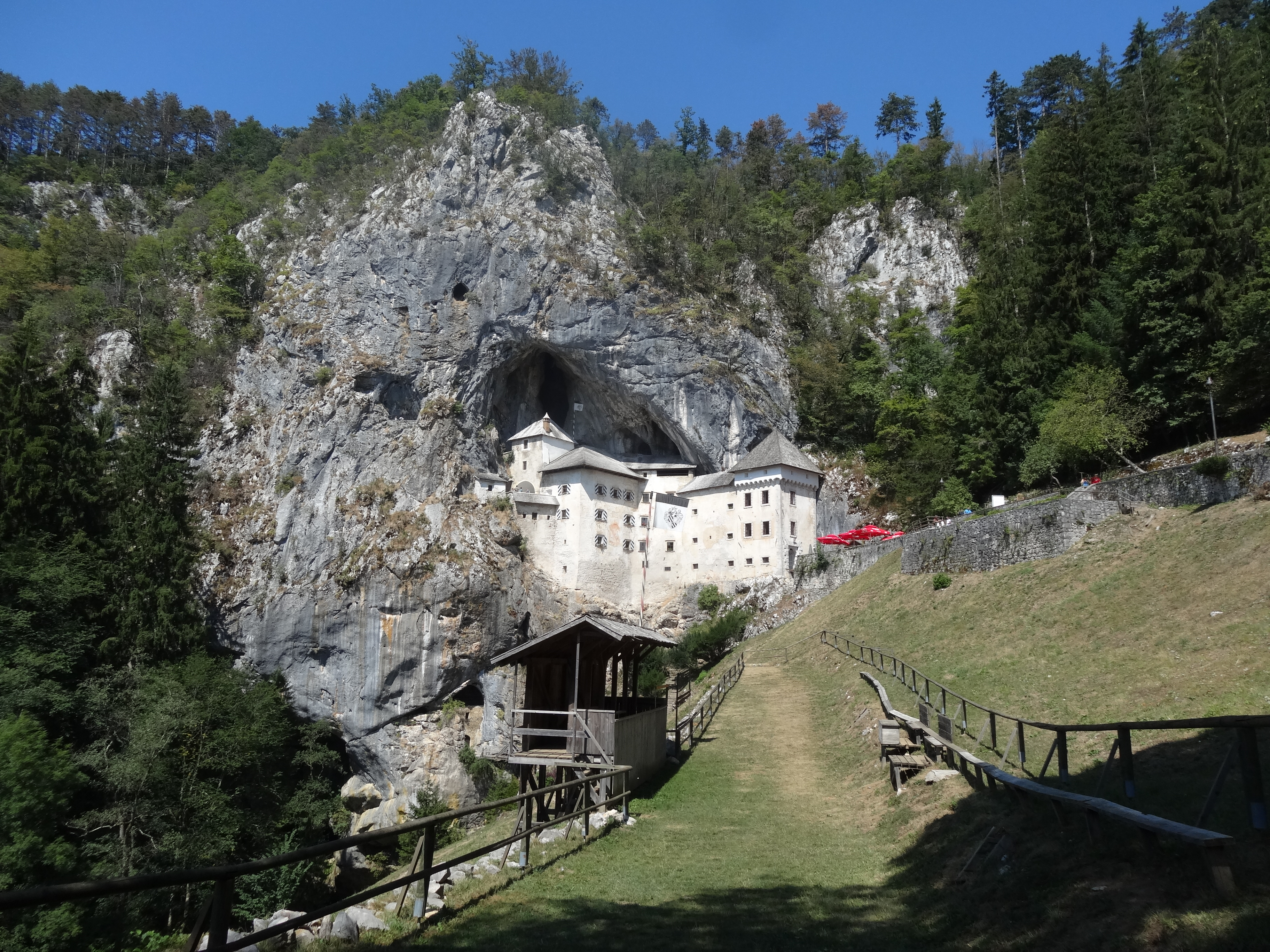
Hrad Predjama, hlavní sídlo rodu Cobenzlů

Po porážce u Slavkova v prosinci 1805 a uzavření míru v Bratislavě na své funkce rezignoval a od té doby žil v soukromí. Byl též c.k. tajným radou a komořím a v roce 1798 získal Řád zlatého rouna. Komě toho zastával čestné dědičné hodnosti v Kraňsku a Gorici, kde vlastnil statky. Patřily mu například pozemky v Proseccu poblíž Terstu, kde se nacházel starý hrad Castello di Moncolano zaniklý v 17. století. Hlavním rodovým sídlem byl hrad Predjama (německy Lueg) v dnešním Slovinsku.
V roce 1774 se oženil s Marií Terezií della Rovere Montelabatte (1755–1824), dámou Řádu hvězdového kříže. Hraběnka Montelabatte pocházela po matce z rodu Rottalů a byla dědičkou panství Napajedla na Moravě. Zámek Napajedla jí patřil přes padesát let a po ovdovění se zde trvale usadila. Měli spolu čtyři děti, všechny ale zemřely v dětství.
Ludvíkův mladší bratr František Karel (*1758), byl kanovníkem v Olomouci a Brně. Jejich bratranec Jan Filip (1741–1810) byl též diplomatem, v letech 1792–1794 státním kancléřem, později velvyslancem ve Francii a zemřel jako poslední potomek rodu.